# Kilefjorden
Kilefjorden er en sø som ligger i kommunerne Iveland og Evje og Hornnes i Agder fylke samt Vennesla kommune i Vest-Agder fylke i Sørlandet i Norge. Den er en del af Otras løb i Setesdal.
Dampbåden Bjoren gik i rute på Kilefjorden i 30 år fra 1866 til 1896 da Setesdalsbanen blev åbnet på hele strækningen frem til Byglandsfjord. Efter ombyggning blev den flyttet nordover til Byglandsfjorden og Åraksfjorden.
Kilefjorden er også navn på stedet som ligger ved fjordens sydende ved riksvei 9 i Vennesla kommune.